# Trasväv
Trasväv var föregångaren till trasmattorna som kom efter 1860-talet då linnelumpen inte längre behövdes till papperstillverkningen. Trasväven bestod, liksom trasmattan senare, av rivna eller klippta tygtrasor, men användes till underlakan eller täcken i sängen.